# Braunkopfmöwe

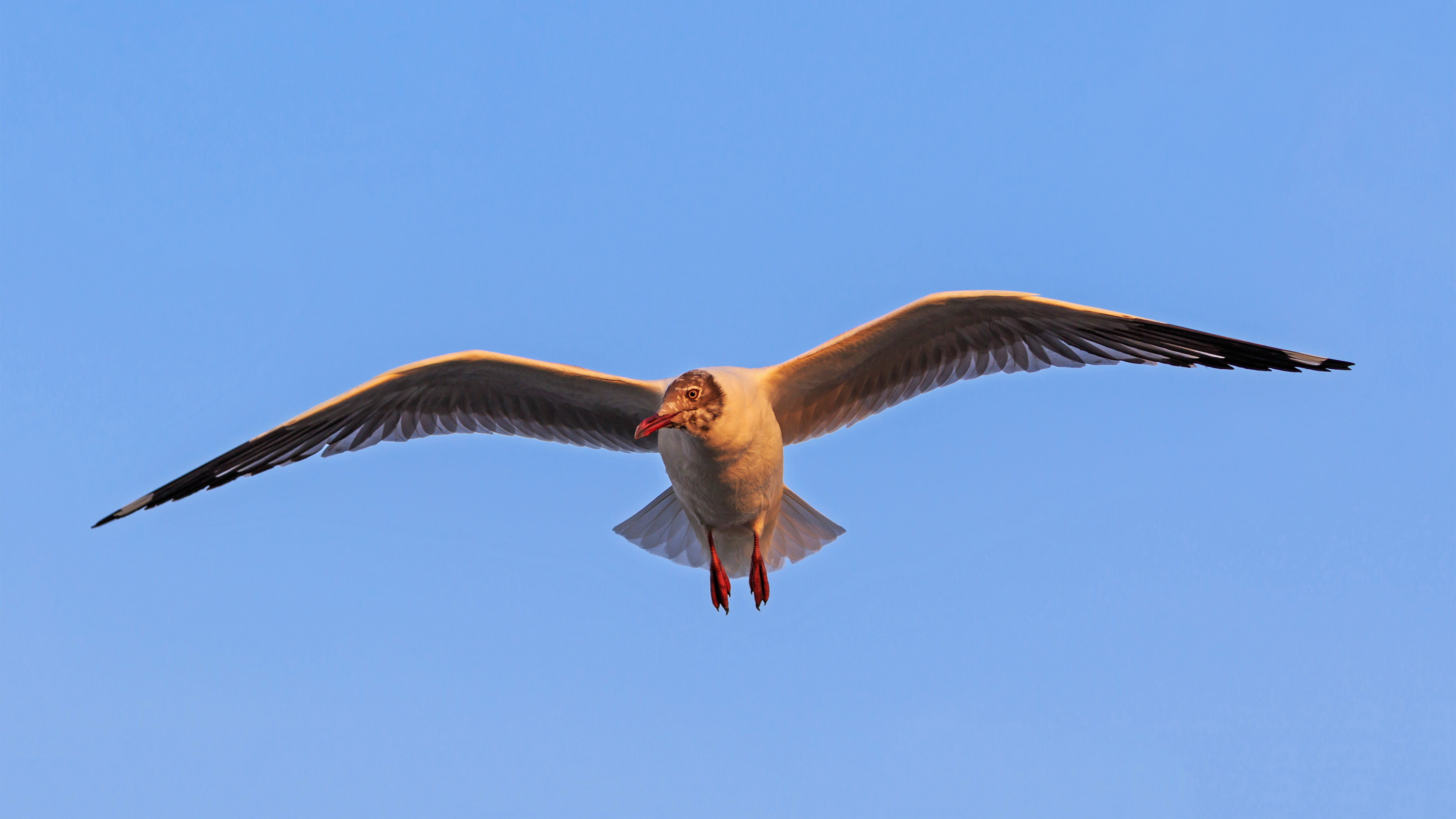
Fliegende Braunkopfmöwe

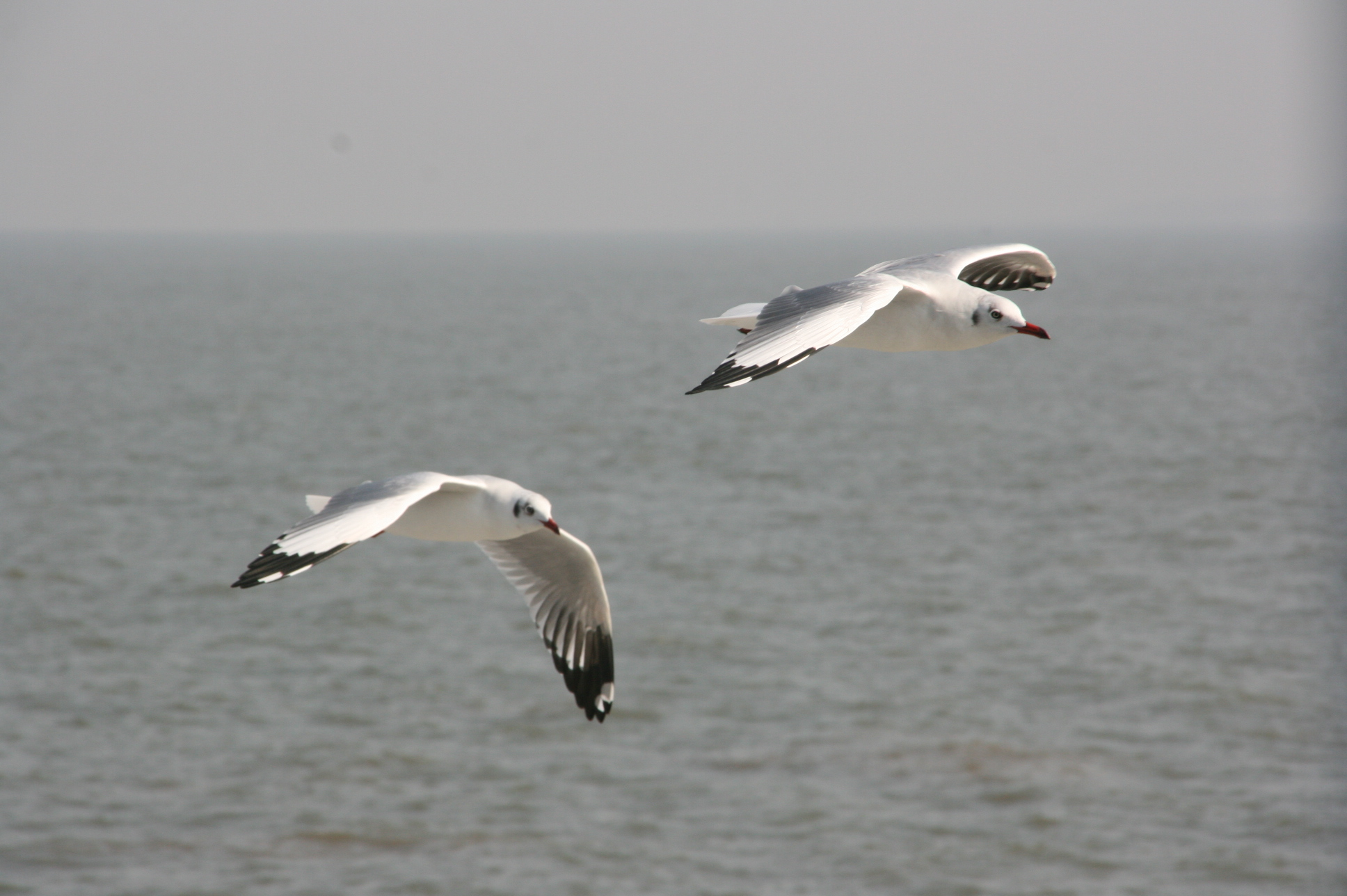
Zwei fliegende Braunkopfmöwen im Winterkleid

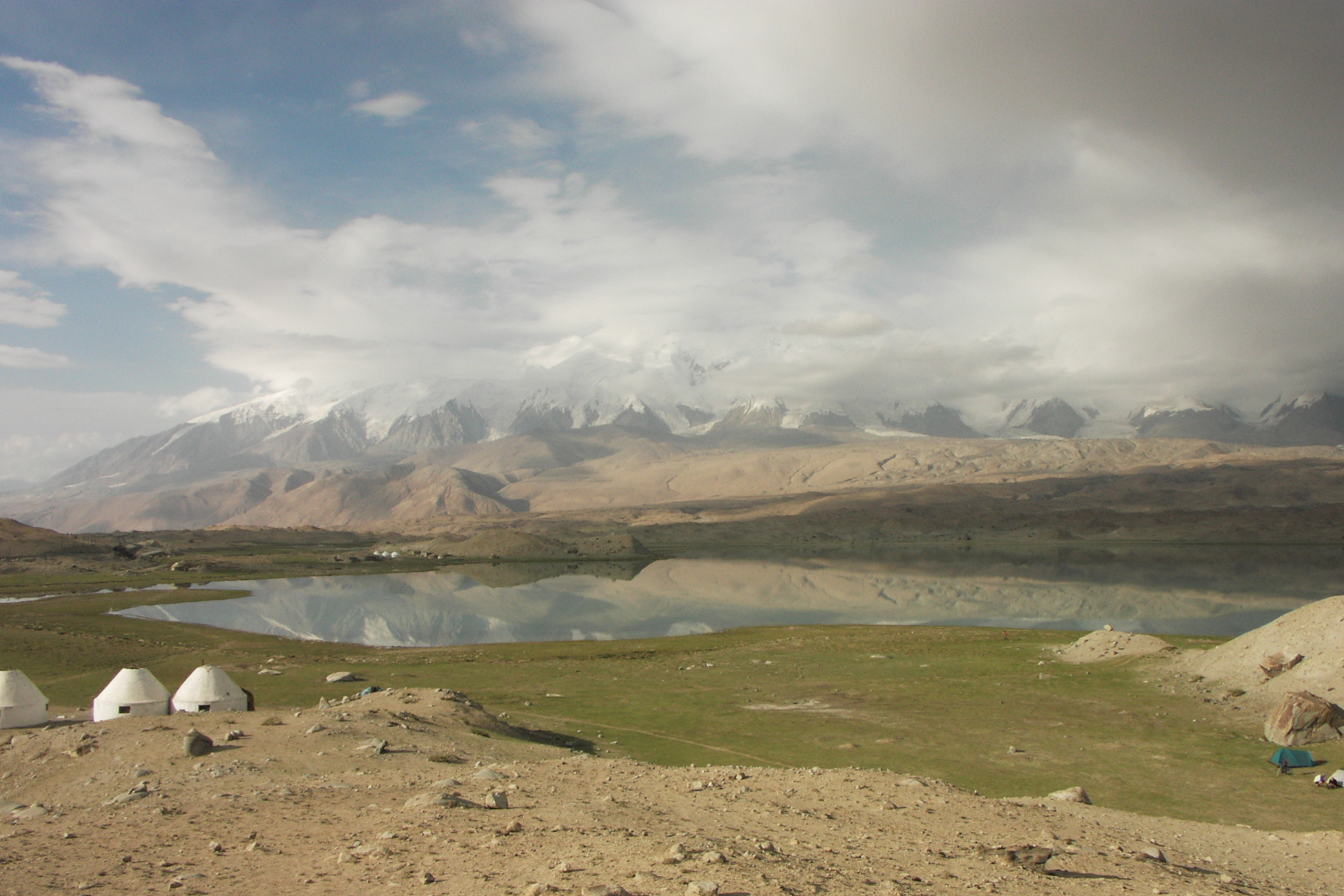
Der Karakul-See in Tadschikistan, an dem in den 1970er Jahren 300 Brutpaare der Braunkopfmöwe zu finden waren.

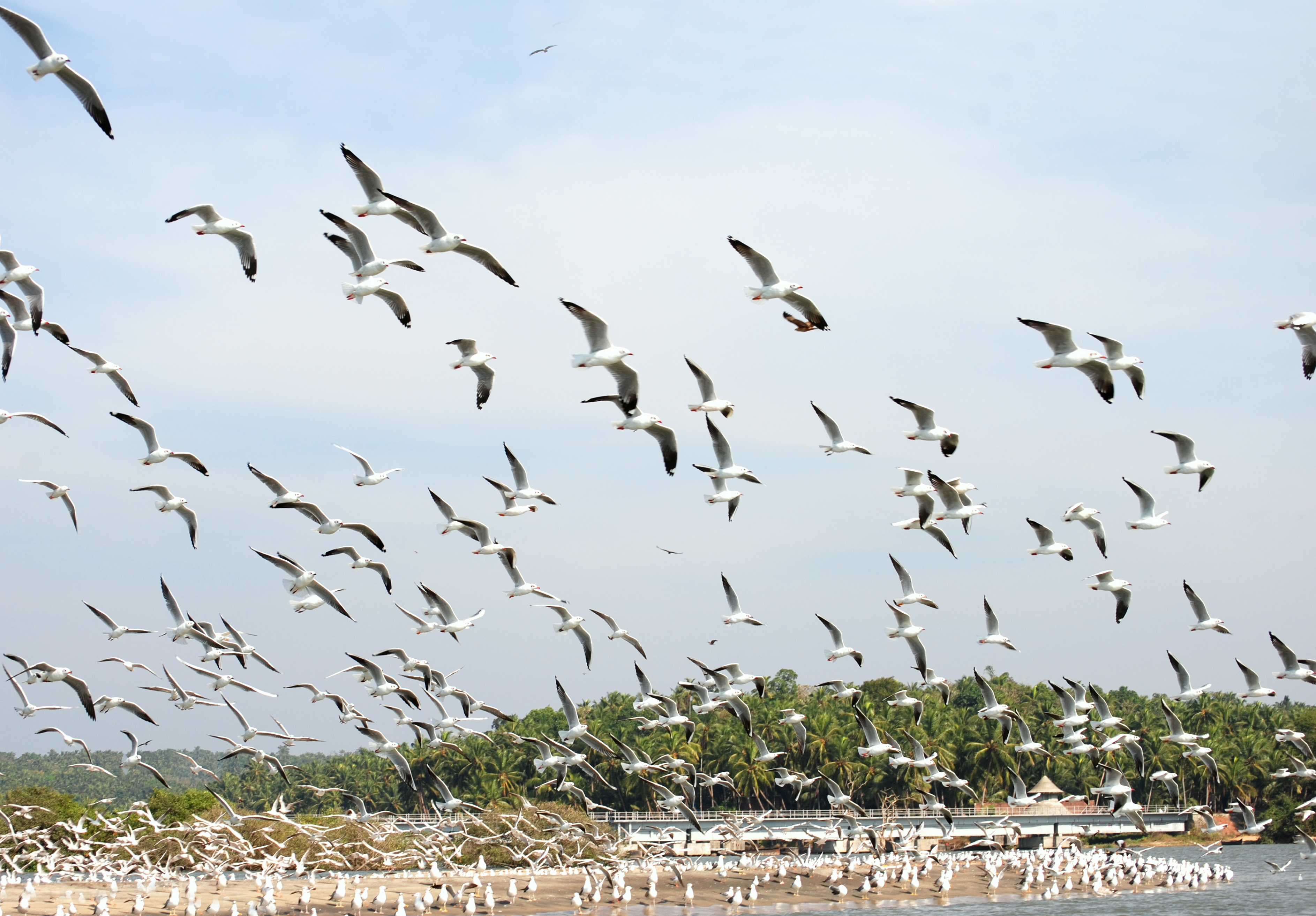
Gemischter Schwarm aus Lach- und Braunkopfmöwen im Winterquartier in Südindien

Die Braunkopfmöwe (Chroicocephalus brunnicephalus, Syn.: Larus brunnicephalus), auch Braunkopf-Lachmöwe oder Tibetlachmöwe, ist eine Möwenart, die an Bergseen des südlichen Mittelasiens brütet. Das Vorkommen konzentriert sich im Hochland von Tibet in Höhen zwischen 3000 und 4500 m. Die Überwinterungsgebiete liegen an den Küsten des Indischen Subkontinents, Sri Lankas und des kontinentalen Südostasiens.

## Beschreibung
Die Braunkopfmöwe ist mit 41–43 cm Körperlänge und einer Flügelspannweite von 105–115 cm größer als die sehr ähnliche Lachmöwe, mit der sie auch gemeinsam in den Überwinterungsgebieten vorkommt. Das Gewicht liegt zwischen 450 und 714 g. Die Art ist zudem kompakter gebaut, mit einem flacheren Scheitel, einem kräftigeren Schnabel und längeren Beinen. Sie erinnert im Habitus in mancher Hinsicht an eine Dünnschnabelmöwe. Die Flügel wirken länger als bei einer Lachmöwe und zeigen eine rundlichere Spitze; der Flug wirkt langsamer. Die Geschlechter unterscheiden sich nicht. Die Vögel sind im zweiten Sommer voll ausgefärbt.

### Adulte Vögel
Adulte Vögel im Brutkleid zeigen eine braune Kopfkappe, die im Gesicht etwas aufgehellt ist und nach hinten hin in eine schwärzlichere Färbung übergeht. Diese kann im abgetragenen Gefieder einen nahezu schwarzen Rand bilden. Die Iris ist im Unterschied zur Lachmöwe gelblich weiß; das Auge ist von weißen Lidern gesäumt. Schnabel, Beine und Füße zeigen einen dunklen bräunlich-roten bis weinroten Farbton. Hinterkopf, Hals und Nacken sind wie die Unterseite und der Schwanz rein weiß. Die Oberseite ist hellgrau, insgesamt aber dunkler als bei der Lachmöwe. Das Handflügelmuster weist das für die Gattung typische weiße Dreieck an der Vorderkante auf; die Flügelspitze ist wesentlich ausgedehnter schwarz als bei der Lachmöwe. Zum inneren Teil des Handflügels bildet die schwarze Partie der Flügelspitze einen bogenförmigen Rand und läuft etwa auf der vierten Handschwinge unterbrochen aus. Auf den äußeren beiden Handschwingen finden sich breite weiße Subterminalfelder, die einen auffälligen Spiegel bilden.
Im Winterkleid fehlt die braune Kopfkappe. Vor dem Auge und auf den hinteren Ohrdecken finden sich dunkle Flecke, die zum Scheitel hin auslaufen. Diese Partien sind weniger ausgedehnt als bei der Lachmöwe. Schnabel und Beine sind hell rot; die Schnabelspitze ist schwarz.

### Jugendkleider
Das Jugendkleid ähnelt dem der Lachmöwe. Oberkopf und Rücken sind fleckig graubraun; kleine und mittlere Armdecken sind dunkelbraun und wirken aufgrund von breiten weißen Säumen geschuppt. Die großen Armdecken sind grau und tragen bisweilen dunklere Schaftstriche. Die Flügelspitze ist schwarz, der Handflügel nach innen hin bogenförmig weiß aufgehellt; die inneren Handschwingen zeigen weiße Spitzen. Auf den weißen Handdecken findet sich zum distalen Teil hin ein streifig schwarzes Muster. Die Armschwingen sind braunschwarz mit weißem Spitzensaum. Der dunkle Fittich ist weiß gesäumt. Der weiße Schwanz zeigt eine breite schwarze Subterminalbinde. Der Augenring ist schwarz; die Iris ist anfänglich dunkel. Sie hellt sich bis in den Winter hinein auf. Der orangerote Schnabel zeigt eine schwarze Spitze; die Beine und Füße sind orange bis bräunlich.
Im ersten Winter sind Kopf und Rücken bereits wie bei adulten Vögeln gefärbt. Im ersten Sommer ist die Oberseite bereits ganz grau, die Schwingen des Jugendkleides allerdings noch zum großen Teil erhalten. Im Bereich des Flügelbugs finden sich noch schwarze Markierungen. Diese können, ebenso wie Reste der dunklen Schwanzbinde, auch noch im zweiten Winter erhalten bleiben.

## Verbreitung und Bestand
Das Verbreitungsgebiet der Braunkopfmöwe erstreckt sich zwischen Turkestan und dem Westen Xinjiangs ostwärts bis ins südöstliche Gansu. Südwärts reicht es bis in den Pamir, nach Ladakh und Tibet. Die Höhenverbreitung liegt zwischen 3000 und mindestens 4500 m.
Über den Gesamtbestand liegen keine Schätzungen vor. Die Art ist vermutlich nicht selten, denn in den Überwinterungsgebieten treten häufig Schwärme von mehreren hundert Exemplaren auf. Aufgrund der Größe ihres Verbreitungsgebiets wird sie als  (=Least Concern – nicht gefährdet) eingestuft.
Im Pamir in Tadschikistan brüten etwa 1000 Paare. Bei einer Wasservogelzählung 2008 im Changthang wurde die Art an 31 von 48 Seen festgestellt. Der Bestand dort bezifferte sich auf 11.621 Individuen.

## Wanderungen
Die Braunkopfmöwe ist vorwiegend ein Zugvogel, der zwischen August und Oktober südwärts zieht. Einzelne Exemplare verbleiben in der Nähe der Brutgebiete wie beispielsweise in Nepal, Tibet oder im Westen Yunnans, die meisten überwintern aber an den Küsten des Indischen Ozeans westwärts bis Pakistan, am Golf von Thailand und am Südchinesischen Meer, nordwärts bis an den Golf von Tonkin. Vereinzelt gelangt die Art bis zur Arabischen Halbinsel, bis nach Hongkong oder zu den Malediven. Auch entlang der großen Flüsse wie dem Brahmaputra ist sie in kleineren Zahlen zu finden. Der Heimzug beginnt im späten März, Nepal wird im April, das südliche Tibet Mitte Mai erreicht. Einjährige Vögel wurden als Übersommerer in Buchara festgestellt. Der westlichste Nachweis als Irrgast gelang in Eilat in Israel.

## Ernährung
Die Braunkopfmöwe ernährt sich vorwiegend von Fisch, Krebstieren und Fischereiabfällen, hinzu kommen Insekten und deren Larven, Regenwürmer und Schnecken sowie gelegentlich kleine Nager und pflanzliche Kost. Wo Fische knapp sind wie beispielsweise am Karakul in Tadschikistan, bilden Arthropoden wie Köcherfliegen und Flohkrebse einen großen Teil der Nahrung. Nahrung wird oft im flachen Wasser watend gesucht; Insekten werden manchmal aus der Luft gefangen. Im Winterquartier folgt die Art Fischkuttern auf das Meer hinaus.

## Fortpflanzung
Die Braunkopfmöwe brütet auf Inseln in großen, kalten Bergseen mit variablem Salzgehalt oder in angrenzenden Sumpfflächen. Die Brutkolonien werden im Mai besetzt, die Eiablage beginnt ab Ende Mai und erreicht Anfang Juni ihren Höhepunkt. Zu dieser Zeit können die Seen noch überfroren sein. Die Koloniegröße liegt zwischen etwa 50 und mehreren tausend Paaren. Der Nestabstand ist dabei oft nur gering. Nicht selten ist die Art mit der Flussseeschwalbe vergesellschaftet.
Das Nest ist eine Anhäufung aus Pflanzenstängeln. In Sümpfen kann es sehr umfangreich sein, auf dem Land ist es im Allgemeinen kleiner. Das Gelege besteht aus 1–4, meist aber aus 3 Eiern. Die Nestlinge werden bis zum zehnten Tag durchgehend, ab dem vierzehnten Tag nur noch nachts gehudert. Auch ältere Junge sind noch oft der Gefahr ausgesetzt, bei Nachtfrösten umzukommen.